# Lirimiris meridionalis
Lirimiris meridionalis är en fjärilsart som beskrevs av William Schaus 1904. Lirimiris meridionalis ingår i släktet Lirimiris och familjen tandspinnare. Inga underarter finns listade i Catalogue of Life.